# Take on Me
Singles de a-ha
Love Is Reason
(1985)
Clip vidéo
[vidéo] « Take on Me », sur YouTube
Take on Me est une chanson du groupe norvégien a-ha, écrite et composée par Morten Harket, Magne Furuholmen et Pål Waaktaar-Savoy. Une première version de la chanson est enregistrée en 1984 et sortie en octobre de la même année ; cette version passe relativement inaperçue auprès du grand public. La version à succès de Take on Me est enregistrée pour leur premier album studio Hunting High and Low (1985). Cette version sort le 5 avril 1985 comme premier single de l'album. En plus des synthétiseurs, la chanson présente une instrumentation variée, comprenant une guitare acoustique, des claviers et une batterie.
La version de 1985 connaît un grand succès international, comme en France où il se classe numéro 3 dans le Top 50 (24 semaines de présence en tout) mais aussi aux États-Unis, décrochant une première place dans le Billboard Hot 100. Take on Me se vendra à plus de 7 millions d'exemplaires à travers le monde.  Il s'agit du single le plus vendu du groupe devant The Sun Always Shines on T.V. et ses 5 millions d'exemplaires vendus.
La chanson est accompagnée d'un clip novateur réalisé par Steve Barron, qui met en scène le groupe dans une séquence d'animation à partir de dessins au crayon. Le clip a remporté six prix et a été nommé pour deux autres lors des MTV Video Music Awards de 1986.

## Histoire

### Genèse
Take on Me trouve son origine dans le groupe précédent de Pål Waaktaar et Magne Furuholmen, Bridges, qui ont composé pour la première fois un morceau intitulé The Juicy Fruit Song alors qu'ils avaient 15 et 16 ans,,. Au départ, le groupe estime que le riff est trop pop pour leur groupe, et la première version enregistrée de la chanson avait donc un son plus punk pour tenter de compenser le riff. Pour la première prise de la chanson le groupe s'inspire en partie de Ray Manzarek, membre des Doors, et sa « façon de jouer presque mathématique mais très mélodique et structurée ». Waaktaar a considéré que la chanson était trop pop pour leur style sombre, mais Furuholmen s'est souvenu l'avoir trouvée « assez entraînante ».
Peu après, Bridges se dissout. Waaktaar et Furuholmen s'installent à Londres pour tenter leur chance dans l'industrie musicale, mais retournent en Norvège après six mois de déceptions. Ils sont rejoints par leur ami d'école, le chanteur Morten Harket, qui a entendu la chanson et dit que le riff de clavier avait le « potentiel d'un tube mondial ». Les trois commencent à travailler sur des maquettes, dont une nouvelle version de la chanson, qui est renommée Lesson One avant de devenir Take on Me. En janvier 1983, le groupe retourne à Londres à la recherche d'un contrat d'enregistrement. Ils voulaient que la chanson mette en valeur l'étendue de la voix de Harket, ce qui a conduit à ce que sa voix « fasse ce truc en spirale ».

### Enregistrement

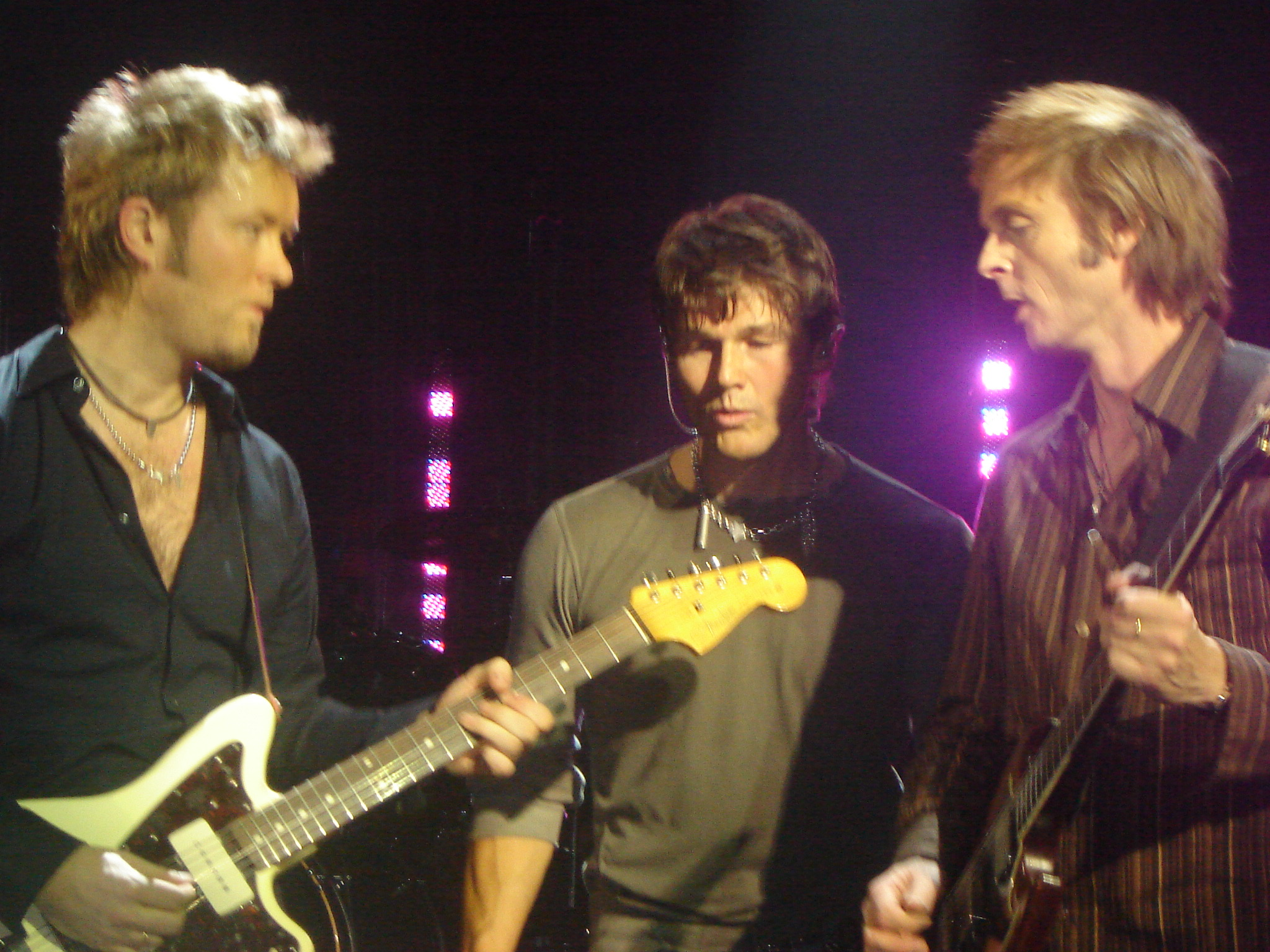
Le groupe a-ha (de gauche à droite : Magne Furuholmen, Morten Harket, Pål Waaktaar, ici lors d'un concert en 2006.

Le groupe s'installe dans un appartement à Londres et commence à contacter des maisons de disques et des maisons d'édition. Après quelques rencontres avec divers représentants, ils signent avec la maison d'édition Lionheart. A-ha retourne en Norvège pour gagner de l'argent. À leur retour à Londres, ils quittent Lionheart par frustration. Ils décident d'enregistrer de nouvelles démos et choisissent le studio du musicien et producteur John Ratcliff, avec l'intention de réenregistrer cinq chansons. Le groupe signe avec Ratcliff, qui les présente au manager Terry Slater. Grâce à ses encouragements, le groupe réussit à terminer quelques chansons, dont Take on Me. Après quelques rencontres, Slater les fait signer chez Warner Bros. Records.
Le groupe rencontre le producteur Tony Mansfield, expert dans l'utilisation des synthétiseurs Fairlight CMI, qui mixe les maquettes avec des instruments électroniques. Le son n'est pas celui que le groupe espérait obtenir, et l'album est remixé à nouveau. Le groupe s'empresse de sortir Take on Me en single au Royaume-Uni, mais le single ne se classe qu'à la 137e place du classement britannique, le moins bien classé de toutes les chansons d'a-ha. Après cela, le bureau principal de Warner Bros. aux États-Unis décide d'investir dans le groupe et leur donne l'opportunité de réenregistrer la chanson, qui est réalisée en utilisant le synthétiseur Roland Juno-60 pour le riff principal, ainsi que les synthétiseurs Yamaha DX7 et PPG Wave.
L'instrumentation de la mélodie principale sur un Roland Juno-60 est jouée par Magne Furuholmen. Une boîte à rythmes LinnDrum est utilisée pour les deuxième et troisième versions, avec des cymbales acoustiques et un charleston en surimpression. Harket interprète la chanson en utilisant un microphone Neumann U47 ainsi qu'un préamplificateur et un égaliseur Neve.
Andrew Wickham, vice-président international de la branche américaine de Warner Bros. Records et responsable des relations publiques à Londres en 1984, explique dans le documentaire de l'anniversaire d'a-ha en 2020, A-ha : The Making of Take On Me, comment la chanson est devenue le succès mondial encore largement reconnu aujourd'hui. Il raconte : « J'ai reçu un appel de Terry Slater... Je n'en croyais pas mes oreilles [lors de l'audition du groupe] lorsque j'ai entendu Morten Harket chanter. Je me suis demandé comment quelqu'un qui ressemble à une star de cinéma pouvait chanter comme Roy Orbison. Je me suis dit : "C'est incroyable" ».
Wickham fait immédiatement signer a-ha chez Warner Bros. America, après avoir appris que plusieurs tentatives précédentes n'avaient pas réussi à faire de Take on Me un succès commercial. La sortie suivante ne rencontre pas non plus le succès et est accompagnée d'un clip vidéo très simple. Il autorise un investissement considérable dans le groupe : sur la recommandation de Slater, le producteur Alan Tarney est chargé de peaufiner la chanson. Le nouvel enregistrement permet d'obtenir un son plus clair et plus envolé, ainsi qu'une section coda au lieu du fondu rapide précédent ; la chanson est rapidement achevée et rééditée au Royaume-Uni, mais le bureau de la maison de disques à Londres ne leur a apporté que peu de soutien, et le single est devenu un échec commercial pour la deuxième fois.
Wickham accorde au groupe une priorité élevée et applique une stratégie latérale en investissant davantage. Steve Barron réalise un clip révolutionnaire en rotoscopie, dont la création prend six mois, en faisant appel à des artistes professionnels. Le single est sorti aux États-Unis un mois après le clip, et figure immédiatement dans le Billboard Hot 100 et connaît rapidement un succès mondial, atteignant la première place dans de nombreux pays.

### Postérité
A-ha décide en 2009 de rééditer Take On Me en single numérique, qu'ils nommeront « Digital 45 », en version identique au 45 tours de 1985, pochette comprise. En 2015, cette chanson a été très utilisée sur l'application Vine.
En 2017, a-ha est apparu dans l'émission MTV Unplugged et y a joué et enregistré des versions acoustiques de plusieurs de leurs chansons populaires, y compris Take on Me, pour l'album MTV Unplugged: Summer Solstice à Giske, en Norvège.

## Clip vidéo

### Premier clip
La version de 1984 de Take on Me est accompagnée d'un clip qui présente les membres du groupe en train d'interpréter la chanson sur un fond bleu.

### Deuxième clip

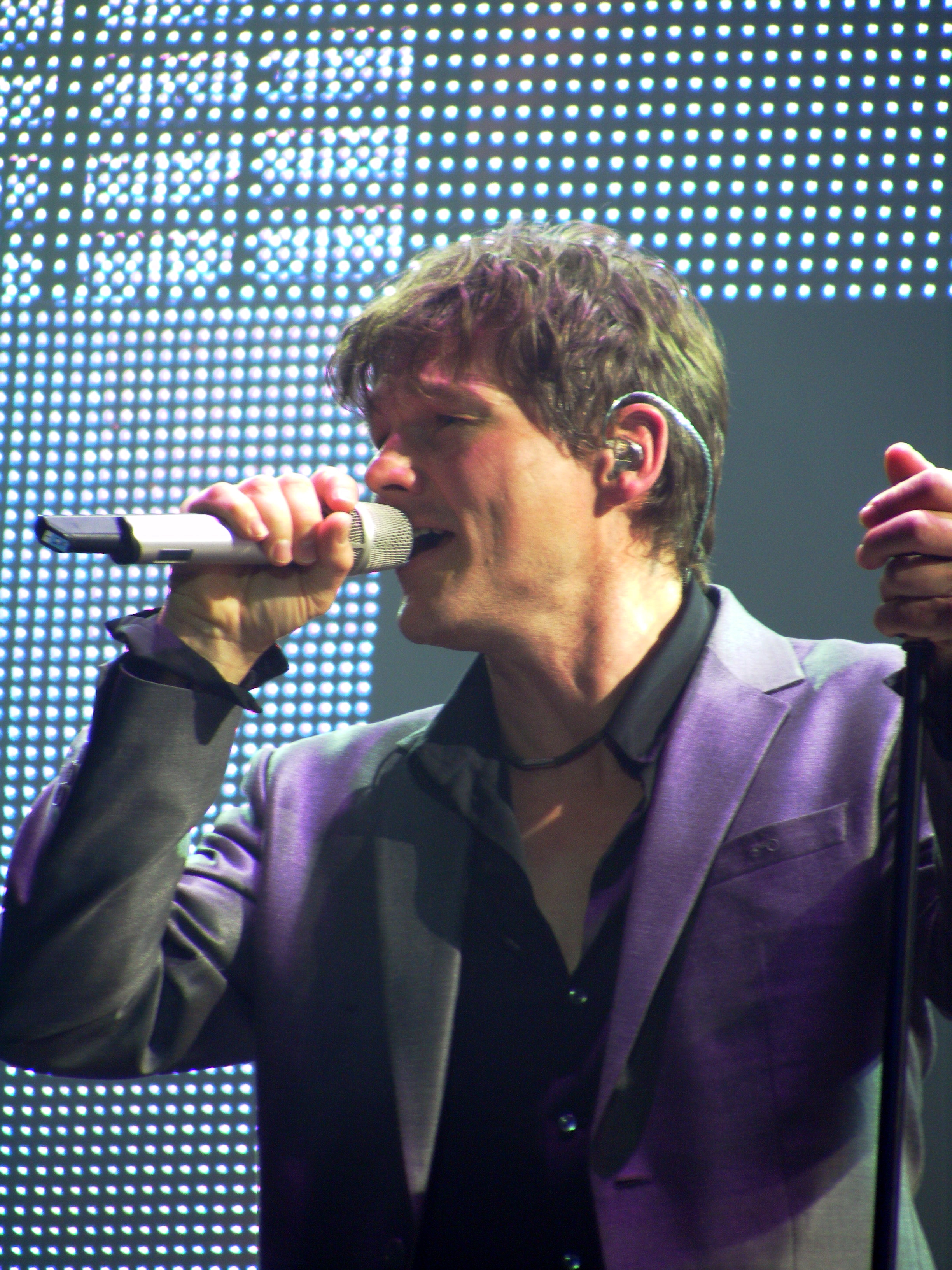
Morten Harket, le chanteur du groupe, est l'un des protagonistes du clip.

Le deuxième vidéoclip de la chanson, réalisé par le cinéaste Steve Barron, est le clip le plus connu de la chanson. Le clip est tourné en 1985 au Kim's Cafe ainsi que sur un plateau de tournage à Londres. Il mêle animation rotoscopique et scènes filmées. On y voit une jeune femme dans un café, jouée par Bunty Bailey, lisant une bande dessinée. De celle-ci sort une main, qui incite la lectrice à plonger ; elle accepte et se retrouve projetée dans l'univers de la bande dessinée qu'elle lisait. Le chanteur du groupe, Morten Harket, l'accompagne puis elle retourne dans la réalité.
Le vidéoclip est produit par Limelight Productions et l'équipe du clip était composée du réalisateur Steve Barron, du producteur Simon Fields, du directeur de la photographie Oliver Stapleton, du monteur Richard Simpson de Rushes Film Editing et des animateurs Michael Patterson et Candace Reckinger. Il a été inspiré par le film d'animation Commuter créé par Michael Patterson (en), et le film Au-delà du réel (Altered States). 
Le clip musical est remasterisé en définition 4K en 2019 à partir du film original de 35 mm et publié sur YouTube, tout en conservant son URL d'origine et sa date de mise en ligne, le 6 janvier 2010. Le remaster contient également de nouveaux effets sonores (motos qui tournent, etc.) qui ne figuraient pas dans le clip d'origine. Le clip atteint le milliard de vues sur YouTube le 17 février 2020,. Avant cette date, seules quatre chansons du XXe siècle avaient atteint cette marque (November Rain et Sweet Child o' Mine de Guns N' Roses, Smells Like Teen Spirit de Nirvana et Bohemian Rhapsody de Queen), faisant de Take on Me le cinquième clip de cette époque — et le premier clip scandinave — à atteindre ce seuil,,.

#### Récompenses
Lors des MTV Video Music Awards de 1986, le clip de Take on Me remporte six prix — meilleur nouvel artiste, meilleure vidéo conceptuelle, vidéo la plus expérimentale, meilleure réalisation, meilleurs effets visuels et le choix des spectateurs — et a été nommé pour deux autres prix, meilleure vidéo d'un groupe et vidéo de l'année. Elle est également nommée pour la vidéo pop-rock préférée lors des 13e American Music Awards en 1986.

## Sortie et réception
Take on Me est sorti en 1984, mixé par Tony Mansfield, mais n'a pas eu d'impact au Royaume-Uni. Cette version atteint la troisième place en Norvège, mais passe relativement inaperçue auprès du public à l'étranger. Le groupe réenregistré la chanson avec l'aide du producteur Alan Tarney et sort la nouvelle version en 1985.
Aux États-Unis, Warner Bros. investit dans la deuxième vidéo révolutionnaire de Take on Me, qui utilise la version de Tarney de la chanson. La nouvelle vidéo est diffusée dans les discothèques et à la télévision un mois avant que le disque ne soit disponible dans les magasins ou diffusé à la radio. Une large exposition sur la chaîne musicale MTV contribue à hisser le single au sommet du Billboard Hot 100, atteignant la première place dans l'édition du 19 octobre 1985 (sa quinzième semaine dans le classement). En juin 2014, la chanson s'est vendue à 1 463 000 exemplaires numériques aux États-Unis, après être devenue disponible en téléchargement.
Après la troisième sortie de Take on Me au Royaume-Uni en septembre 1985, le single entre dans le UK Singles Chart à la 55e place et, à la fin du mois d'octobre, il a atteint la 2e place, où il reste pendant trois semaines consécutives, tenu à l'écart de la première place par la meilleure vente britannique de l'année, The Power of Love de Jennifer Rush. Le 14 août 2020, il est certifié disque d'or par la British Phonographic Industry (BPI), avant d'être certifié triple disque de platine le 16 septembre 2022.
En Norvège, le pays d'origine d'a-ha, Take on Me réintègre le classement des singles de la VG-lista, atteignant cette fois la première place, un an après sa première sortie. Le single connaît un grand succès ailleurs, atteignant la première place du classement des singles dans plusieurs pays, dont l'Autriche, la Belgique, l'Allemagne, l'Italie, les Pays-Bas, la Suède et la Suisse, ainsi que la 3e place en France et la 2e place en Irlande. Le single se classe également au sommet de l'European Hot 100 Singles pendant neuf semaines.
Dans une critique sur le site AllMusic par le journaliste Tim DiGravina, Take on Me est décrit comme « un classique de la new wave agrémenté de claviers bruyants, qui résonne émotionnellement grâce à la touchante délicatesse vocale de Morten Harket ».

## Formats et versions
| A. | Take on Me      | 3:10 |
| B. | And You Tell Me | 1:48 |

| A. | Take on Me (Long Version)   | 3:46 |
| B. | And You Tell Me             | 1:48 |
| B. | Stop! And Make Your Mind Up | 2:57 |

| A. | Take on Me     | 3:46 |
| B. | Love Is Reason | 3:04 |

| A. | Take on Me (Extended Version) | 4:45 |
| B. | Love Is Reason                | 3:01 |
| B. | Take on Me                    | 3:31 |

La version longue est aussi incluse dans l'EP 45 R.P.M. Club.

## Crédits
- Morten Harket – chant
- Magne Furuholmen – Roland Juno-60 et synthétiseurs PPG Wave, chœurs
- Pål Waaktaar – guitares, synthétiseurs PPG Wave et Yamaha DX7, programmation LinnDrum, charleston et cymbale, chœurs
- Alan Tarney – production
- Barry Grint – mastering
- Neill King – ingénieur du son (version de 1984)
- John Ratcliff - production et remix (version de 1984)

## Classements
| Classement (1984–1986)                 | Meilleure position |
| -------------------------------------- | ------------------ |
| Allemagne de l'Ouest (Media Control)   | 1                  |
| Afrique du Sud (Springbok Top 20)      | 7                  |
| Australie (Kent Music Report)          | 1                  |
| Autriche (Ö3 Austria Top 40)           | 1                  |
| Belgique (Flandre Ultratop 50 Singles) | 1                  |
| Canada (Top Singles)                   | 2                  |
| Danemark (Tracklisten)                 | 2                  |
| Espagne (AFYVE)                        | 11                 |
| États-Unis (Hot 100)                   | 1                  |
| États-Unis (Adult Contemporary)        | 4                  |
| États-Unis (Dance Singles Sales)       | 36                 |
| États-Unis (Cash Box Top 100)          | 1                  |
| Europe (European Hot 100 Singles)      | 1                  |
| Finlande (Suomen virallinen lista)     | 4                  |
| France (SNEP)                          | 3                  |
| Grèce (IFPI)                           | 1                  |
| Irlande (IRMA)                         | 2                  |
| Italie (Musica e dischi)               | 1                  |
| Japon (Oricon)                         | 25                 |
| Norvège (VG-lista)                     | 1                  |
| Nouvelle-Zélande (RMNZ)                | 7                  |
| Pays-Bas (Nederlandse Top 40)          | 1                  |
| Pays-Bas (Nationale Hitparade)         | 1                  |
| Royaume-Uni (UK Singles Chart)         | 2                  |
| Suède (Sverigetopplistan)              | 1                  |
| Suisse (Schweizer Hitparade)           | 1                  |

| Classement (2021–2023)  | Meilleure position |
| ----------------------- | ------------------ |
| Global 200 (Billboard)  | 91                 |
| Hongrie (Rádiós Top 40) | 26                 |

| Classement (1985)                    | Position |
| ------------------------------------ | -------- |
| Allemagne de l'Ouest (Media Control) | 46       |
| Australie (Kent Music Report)        | 12       |
| Belgique (Flandre Ultratop)          | 46       |
| Canada (Top Singles)                 | 29       |
| États-Unis (Hot 100)                 | 10       |
| États-Unis (Cash Box Top 100)        | 15       |
| France (SNEP)                        | 23       |
| Pays-Bas (Nederlandse Top 40)        | 60       |
| Pays-Bas (Single Top 100)            | 24       |
| Royaume-Uni (UK Singles Chart)       | 9        |

| Classement (1986)                    | Position |
| ------------------------------------ | -------- |
| Allemagne de l'Ouest (Media Control) | 34       |
| Europe (European Hot 100 Singles)    | 26       |
| Italie (Musica e dischi)             | 8        |

| Classement (2022)      | Position |
| ---------------------- | -------- |
| Global 200 (Billboard) | 139      |

### Certifications
| Région | Certification | Ventes/Streams |
| --- | ------------- | -------------- |
| Allemagne (BM)                                                                                                | Or            | 500 000^       |
| Belgique (BEA)                                                                                                | Or            | 100 000        |
| Danemark (IFPI)                                                                                               | 2 × Platine   | 180 000‡       |
| États-Unis | —             | 1 463 000      |
| France (SNEP)                                                                                                 | Or            | 500 000*       |
| Italie (FIMI)                                                                                                 | Or            | 300 000        |
| Italie (FIMI) ventes depuis 2009                                                                              | 2 × Platine   | 200 000‡       |
| Japon (RIAJ)                                                                                                  | Or            | 100 000*       |
| Royaume-Uni (BPI) Ventes physiques                                                                            | Or            | 500 000^       |
| Royaume-Uni (BPI) Ventes numériques                                                                           | 3 × Platine   | 1 800 000‡     |
| *Ventes selon la certification ^Mise en rayon selon la certification ‡ventes/streaming selon la certification |               |                |

## Reprises et adaptations notables
En 1998, le groupe de ska punk Reel Big Fish a repris Take on Me pour le film Baseketball. La chanson est ensuite parue sur la bande originale de Baseketball et sur la version internationale de leur album Why Do They Rock So Hard,.
Le boys band britannico-norvégien A1 enregistre et sort en 2000 une reprise de Take on Me pour son deuxième album studio, The A List. Cette reprise connaît un succès commercial, se classant en tête des classements au Royaume-Uni et en Norvège,.
La chanson Feel This Moment de 2013, interprétée par le rappeur américain Pitbull et la chanteuse américaine Christina Aguilera, reprend le riff instrumental de Take On Me.
Le disc jockey Kygo, un autre musicien norvège, sort une version remixée de Take on Me intitulée Take on Me (Kygo Remix). Sa version remplace le riff de clavier d'origine par un nouveau. Le genre musical de sa version est décrite comme tropical house. En avril 2021, la chanson accumule plus de 15 millions d'écoutes sur YouTube et 36 millions d'écoutes sur Spotify. Le remix conserve les voix originales de Harket bien qu'avec des effets de traitement et des arrangements différents.
Une reprise de D. A. Wallach est utilisée dans le film La La Land de 2016. Wallach y fait une apparition en tant que chanteur d'un groupe de reprises pop des années 1980 auquel participe Sebastian Wilder, l'un des deux protagonistes du film. La reprise figure dans la bande originale du film.
Le groupe de rock américain Weezer a inclus une reprise de la chanson dans sa compilation de reprises de 2019 intitulée The Teal Album. Un clip vidéo d'accompagnement est sorti le 12 février 2019, dans lequel Finn Wolfhard, accompagné de son groupe Calpurnia, joue une version plus jeune du leader de Weezer, Rivers Cuomo. Le clip comporte également quelques scènes où Calpurnia est en train de jouer, filmées avec la technique de rotoscopie qui a rendu célèbre le clip d'origine d'a-ha.
À sa sortie en 2019, la chanson Blinding Lights du chanteur canadien The Weeknd a été fréquemment comparée à Take on Me, notamment par The Weeknd et Morton Harket lui-même, bien que la chanson ne contienne pas d'échantillons directs ou d'éléments de reprise.
Le premier single du groupe de K-pop Zerobaseone, In Bloom, utilise un échantillon de Take on Me.

## Dans la culture populaire

### Jeux vidéo
- 2004 : Illustration du Jeu de rythme Singstar
- 2008 : Illustration du jeu de rythme Lips
- 2008 : Illustration du jeu vidéo sur le crime organisé Saints Row 2
- 2011 : Illustration du jeu de rythme Just Dance 3
- 2011 : Illustration du jeu de rythme Kinect Sports saison deux
- 2012 : Illustration du jeu vidéo sur le crime organisé Sleeping Dogs
- 2015 : Illustration du jeu d'infiltration Metal Gear Solid V : The Phantom Pain
- 2020 : Illustration du jeu d’action-aventure The Last Of Us Part II
- 2021 : Les Gardiens de la Galaxie

### Séries télévisées
- 1993 : Épisode 2.23 de Beavis et Butt-Head
- 2002 : Épisode 6.02 de South Park intitulé Asspen en générique de l'épisode
- 2005 : Épisode 16.15 de Les Simpson
- 2005 : Épisode 4.09 de Les Griffin, le personnage Chris Griffin de la série rentre dans le clip du groupe A-ha
- 2008 : Épisode 1.02 de Psych : Enquêteur malgré lui interprétée par Shawn et Gus, les deux personnages principaux de la série.
- 2010 : Épisode 4.02 de Private Practice interprétée par le groupe Lazlo Bane.
- 2011 : Épisode 2.21 de Cougar Town interprétée par Ted Buckland
- 2012 : Épisode 5.13 de Chuck interprétée par le cover band fictif Jeffster!.
- 2013 : Épisode 1.11 de The Carrie Diaries
- 2014 : Épisode 10.24 de Grey's Anatomy interprétée par Aqualung
- 2015 : Épisode 6.02 de Glee interprétée par le casting de la série
- 2017 : Épisode 3.04 de The Leftovers
- 2018 : Épisode 3.02 de Ash vs. Evil Dead[89]
- 2019 : Épisode 4.13 de The Magicians
- 2019 : Épisode 1.01 de Double je
- 2023 : Épisode 1.07 de The Last of Us[89]
- 2025 : Épisode 2.04 de The Last of Us
- 2025 : Épisode 4 de Adolescence

### Cinéma
- 1997 : Tueurs à gages de George Armitage
- 2001 : Corky Romano de Rob Pritts
- 2012 : 40 ans : Mode d'emploi de Judd Apatow
- 2016 : La La Land de Damien Chazelle[89]
- 2017 : Embrasse-moi ! de Océane-Rose-Marie et Cyprien Vial
- 2017 : Mes vies de chien de Lasse Hallström
- 2017 : Moi, moche et méchant 3 de Kyle Balda, Pierre Coffin et Éric Guillon[89]
- 2018 : Ready Player One de Steven Spielberg[89]
- 2018 : Deadpool 2 de David Leitch[89]
- 2018 : Teen Titans Go! to the Movies d'Aaron Horvath et Peter Rida Michail[89]
- 2018 : Bumblebee de Travis Knight
- 2020 : Bob l'éponge, le film : Éponge en eaux troubles de Tim Hill
- 2021 : Flee de Jonas Poher Rasmussen
- 2023 : Super Mario Bros. le film d'Aaron Horvath et Michael Jelenic[89]
- 2024 : La Famille Hennedricks de Laurence Arné[90]